# Costiță
Costiță – wieś w Rumunii, w okręgu Ardżesz, w gminie Schitu Golești. W 2011 roku liczyła 138 mieszkańców.